# Nakatsu
Nakatsu (中津市 Nakatsu-shi?) este un municipiu din Japonia, prefectura Ōita.